# 木蘭桑寄生
木蘭桑寄生（学名：Taxillus limprichtii）为桑寄生科鈍果桑寄生屬下的一个种。

## 扩展阅读
- 維基物種上的相關：木蘭桑寄生